# Rainer Strohbach

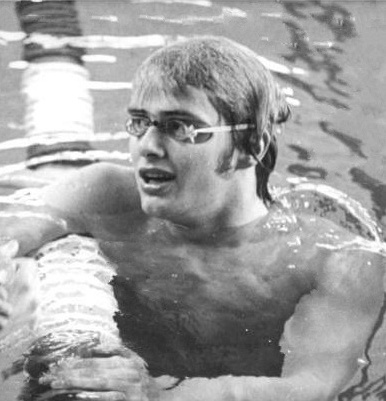
Rainer Strohbach, 1976

Rainer Strohbach (* 17. April 1958 in Dresden) ist ein ehemaliger Schwimmsportler aus der DDR.

## Karriere

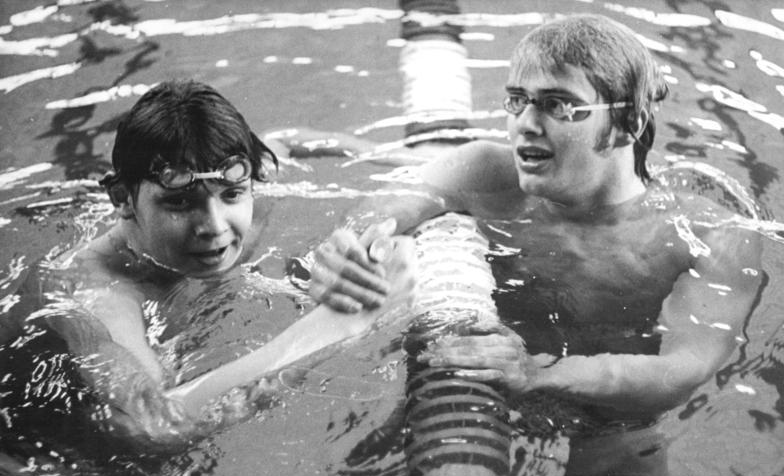
Frank Pfütze (links) und Rainer Strohbach (rechts) 1976, nachdem beide den Europarekord über 400 Meter Freistil unterboten haben.

Rainer Strohbach vom TSC Berlin gewann bei den DDR-Meisterschaften 1975 vier Meistertitel. Er siegte mit beiden Freistilstaffeln sowie über 400 Meter und über 1500 Meter Freistil. Bei den Schwimmweltmeisterschaften 1975 kam er als Fünfter über 1500 Meter und als Sechster über 400 Meter Freistil ins Ziel. Bei den Olympischen Spielen 1976 in Montreal schied Strohbach über 200 Meter und über 400 Meter Freistil im Vorlauf aus. Mit der 4-mal-200-Meter-Freistilstaffel schwamm Strohbach auf den fünften Platz.
1977 gewann Strohbach bei den Europameisterschaften in Jönköping seine erste internationale Medaille, als die 4-mal-200-Meter-Freistilstaffel mit Rainer Strohbach, Roger Pyttel, Detlev Grabs und Frank Pfütze den dritten Platz hinter den Staffeln aus der UdSSR und aus der BRD belegte. Über 400 Meter Freistil belegte Strohbach den vierten Platz.
Bei den Olympischen Spielen 1980 in Moskau gewann über 1500 Meter Freistil der sowjetische Schwimmer Wladimir Salnikow mit neuem Weltrekord und sechzehn Sekunden Vorsprung, dahinter schlugen sein Landsmann Alexander Tschajew, der Australier Max Metzker und Rainer Strohbach als Vierter innerhalb von einer Sekunde an. Die 4-mal-200-Meter-Freistilstaffel in der Besetzung Frank Pfütze, Jörg Woithe, Detlev Grabs und Rainer Strohbach als Schlussmann gewann die Silbermedaille hinter der sowjetischen Staffel und vor den Brasilianern.
Nach seiner aktiven Zeit war Strohbach Trainer beim SC Dynamo Berlin, nach der Wende war er als Verkäufer tätig. Als Masters-Schwimmer startete Strohbach für den SC Humboldt-Uni Berlin. Rainer Strohbach war mit Kirsten Wenzel verheiratet, die Ehe ist geschieden.

## DDR-Meistertitel
- 200 Meter Freistil: 1978
- 400 Meter Freistil: 1975, 1978, 1980, 1981
- 1500 Meter Freistil: 1975, 1976, 1978, 1979, 1980, 1981
- 4 × 100 Meter Freistil: 1975
- 4 × 200 Meter Freistil: 1975